# Qin Shi Huangdi
Qin Shi Huangdi (259 v.Chr. – 210 v.Chr., verouderde Nederlandse schrijfwijze Tsj'in Sje Hwang-ti) wordt wel de eerste keizer van China genoemd. Hij verenigde met jarenlang veel bloedvergieten heel China tot één land en was de stichter van de Qin-dynastie.

## Koning van Qin
Als 13–jarige kwam hij als koning Zheng op de troon van de staat Qin. Er werd een militaire strategie ingezet ten aanzien van de andere zes Chinese staten. Hij veroverde in 9 jaar alle andere zes Chinese staten.

## De eerste keizer van China

### Bestuur
Nadat koning Zheng de andere Strijdende Staten had veroverd en daarmee China had verenigd riep hij zichzelf in het jaar 221 v.Chr. uit tot de Eerste Keizer van China (Shi Huangdi). Huangdi is een combinatie van twee woorden voor Verheven en Heer. Hij voerde een legalistische bestuursvorm in. De eerste keizer standaardiseerde het Chinese schrift, de bureaucratie, de wet, de munten, gewichten en maatregelen. Hij breidde het Chinese imperium uit, legde een systeem van wegen aan en bouwde enorme vestingwerken en paleizen.
Qin Shi Huangdi stond bekend als een wrede heerser die makkelijk doodde en mensen die niet aan zijn ideeën wilden gehoorzamen liet verbannen. Er wordt beweerd dat hij allerlei boeken uit vorige Chinese regimes heeft laten verbranden in 213 v.Chr.  en zijn geleerden heeft verboden om überhaupt nog te spreken over het verleden; hij zou zelfs honderden geleerden levend hebben laten begraven in 210 v.Chr.. Of deze zogeheten "boekverbranding en geleerdenbegraving" daadwerkelijk is gebeurd, wordt door moderne historici echter betwijfeld.

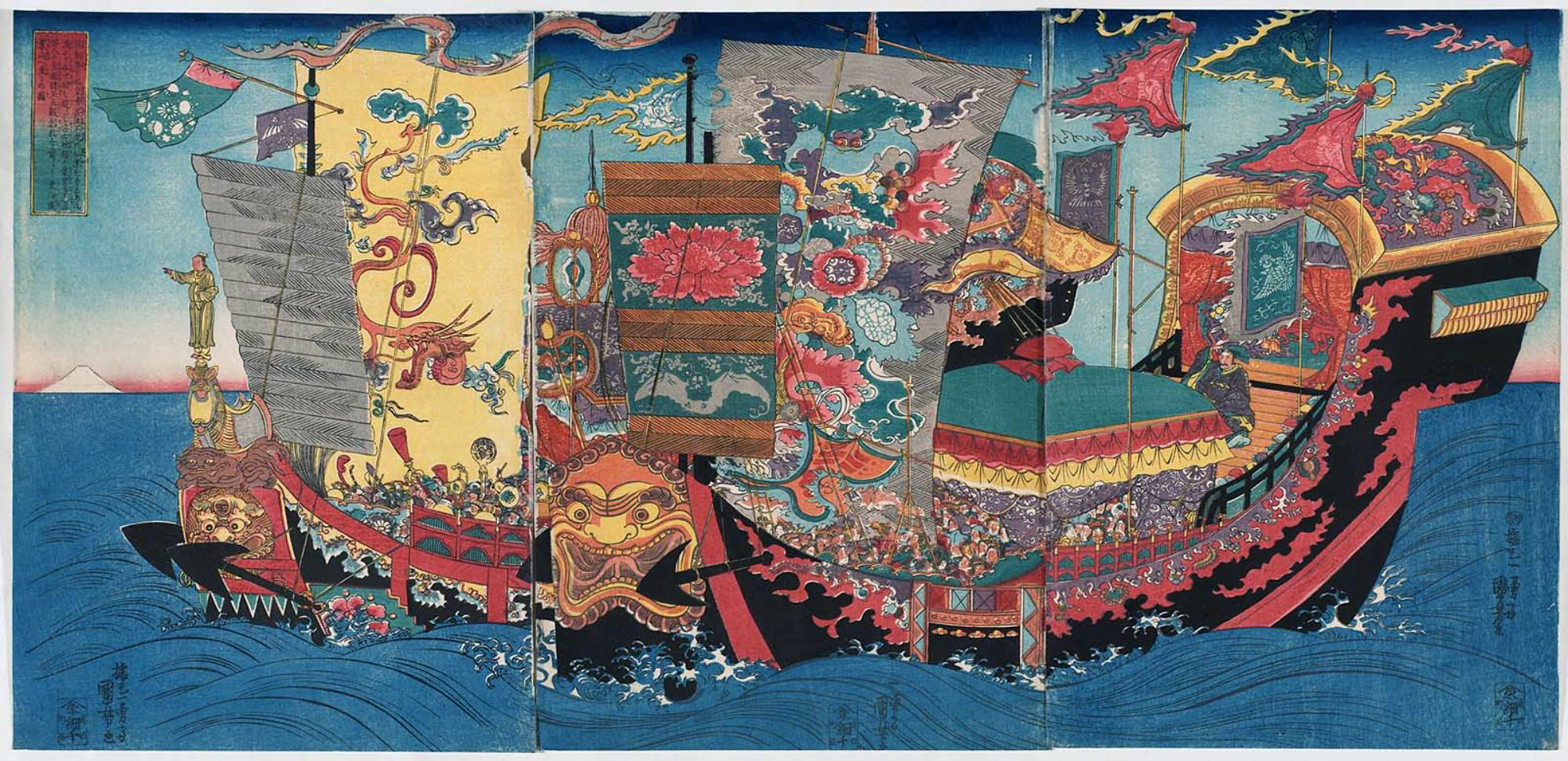
De expeditie van Hsü Fu op zoek naar het levenselixer.

Qin Shi Huangdi raakte net als zijn voorouders geobsedeerd door de mogelijkheid tot onsterfelijkheid. Hij stuurde missies over zee en land om op zoek te gaan naar Peng Lai, Fang-Chang en Ying-Chou, mythische eilanden van onsterfelijkheid, die hem het eeuwige leven zouden geven en waar de vogels en andere dieren wit waren. De missie over zee onder leiding van Hsü Fu kwam terug zonder de eilanden bereikt te hebben, maar Hsü Fu vertelde de keizer dat een goddelijke bewaker, in de vorm van een draak met de kleur van koper, hem verteld had terug te komen met diverse handelslui en maagden. Een grote vloot vertrok daarop, ditmaal met handwerkslieden en drieduizend jonge mannen en vrouwen. Hsü Fu kwam nooit meer terug, omdat men wist dat ze geëxecuteerd zouden worden bij het brengen van het slechte nieuws of omdat ze een vruchtbaar land vonden waar Hsü Fu zichzelf koning maakte (verslag van Ssuma Chhien). Op 49-jarige leeftijd stierf Qin Shi Huangdi, in 210 v.Chr., waarschijnlijk aan kwikvergiftiging. Volgens de overlevering had hij kwikpillen ingenomen, die hem volgens zijn alchemisten onsterfelijk zouden maken.

### De Chinese Muur

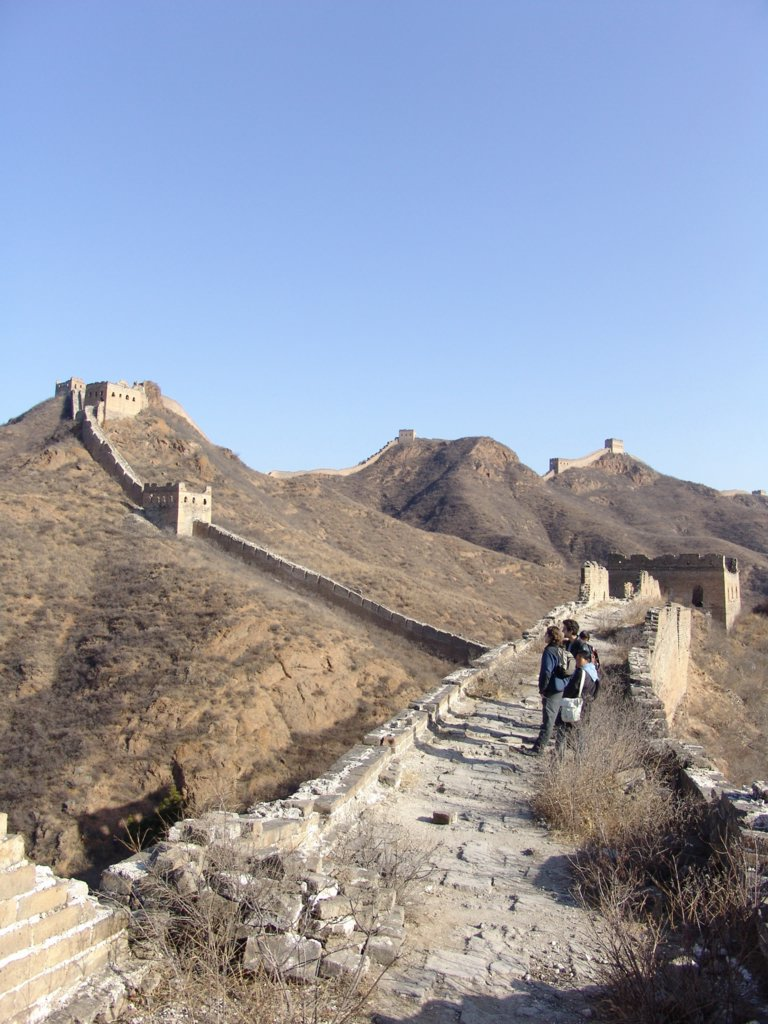
Chinese Muur (Ming-dynastie)

Qin Shi Huangdi wilde China beschermen tegen invallen van nomadische volken vanuit de Euraziatische steppe in het noorden. Er waren al enkele muren die door andere staten waren gebouwd, en Qin Shi Huangdi besloot dat deze allemaal met elkaar verbonden en uitgebreid moesten worden, zodat er een doorlopende muur ontstond van de Gele Zee naar Centraal-Azië. Met alle draaien en bochten meegerekend strekt de Chinese Muur zich uit over een afstand van 6400 kilometer. De hoogte is ongeveer negen meter. De bouw nam ongeveer tien jaar in beslag, van 214 tot 204 voor Christus. De muur werd gebouwd van aarde, stro, hout en steen. Op gelijke afstanden waren uitkijktorens gebouwd die ongeveer 12 meter hoog waren. Deze dienden om de muur te bewaken en ook om signalen, overdag met rook, 's nachts met vuur, over te brengen naar de hoofdstad Xianyang. De Chinese Muur werd gebouwd door soldaten, veroordeelden, krijgsgevangenen en slaven. Omdat de muur gebouwd werd in een afgelegen deel van het rijk, moest er een speciaal netwerk van wegen aangelegd worden voor het vervoer van de arbeiders, voedselvoorraden en werktuigen.

### Opvolging
Zijn zoon Qin Er Shi zou de nieuwe keizer van de Qin-dynastie worden. Zijn regeerperiode werd gekenmerkt door chaos en opstanden. Enerzijds was er een machtsstrijd aan het keizerlijk hof, anderzijds probeerden de recent onderworpen Strijdende Staten hun onafhankelijkheid te herwinnen en zich van Qin af te scheiden. In 207 v.Chr. werd het keizerlijke leger vernietigend verslagen in de Slag bij Julu (heden in Xingtai) door verenigde rebellen onder leiding van Xiang Yu van de opstandige staat Chu. Er Shi werd ten slotte in oktober 207 v.Chr. van de troon gestoten en door verraad van zijn eerste minister Zhao Gao gedwongen tot zelfmoord. Zhao Gao stelde Ziying (een kleinzoon of mogelijk een broer van Qin Shi Huangdi, dat is onduidelijk) aan als de nieuwe koning (in plaats van keizer) van Qin. Koning Ziying regeerde slechts 46 dagen, waarin hij Zhao Gao in een val wist te lokken en doden, alvorens hij door een Chu-rebellenleger aangevoerd door Liu Bang werd verslagen en zich aan hem overgaf in december 207 v.Chr.. Xiang Yu was echter jaloers, verwoestte de Qin-hoofdstad Xianyang, doodde Ziying en beëindigde daarmee de Qin-dynastie in januari 206 v.Chr.. Vervolgens voerden Liu Bang (inmiddels de prins van Hàn) en Xiang Yu de vierjarige Chu-Han-oorlog (206–202 v.Chr.) die Liu won en tot de eerste keizer van de nieuwe Han-dynastie maakte.

## Het Terracottaleger
Toen Qin Shi Huangdi aan de macht kwam, begon hij vrijwel onmiddellijk met de bouw van zijn laatste rustplaats. 

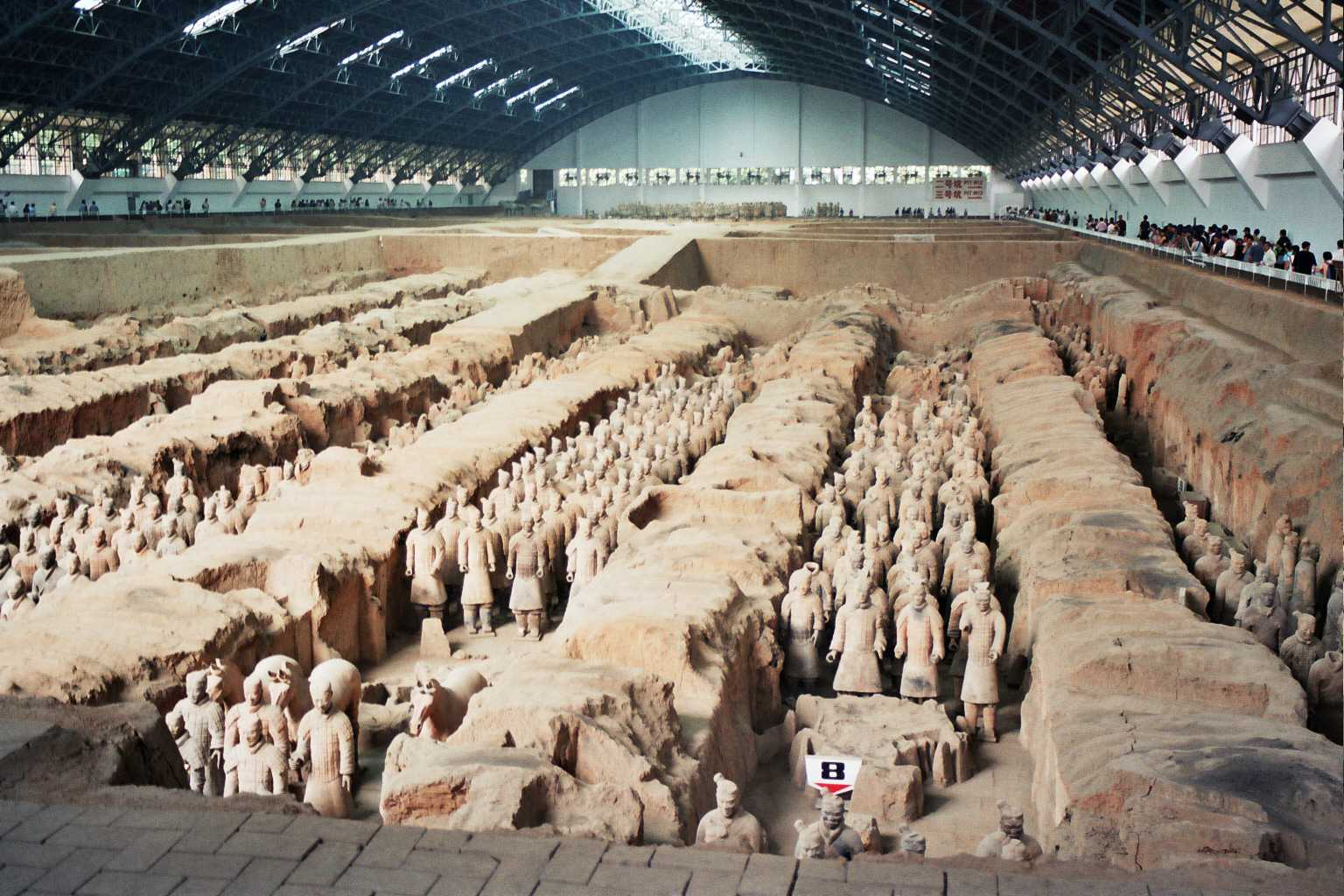
Het opgegraven terracottaleger, het graf zelf van Qin Shi Huangdi werd nog niet geëxploreerd.

In het jaar 1974 vonden boeren, die een put groeven, een terracottasoldaat. Bij verdere opgravingen kwamen duizenden soldaten en paarden tevoorschijn, een heel leger dat blijkbaar bedoeld was om de keizer Qin Shi Huangdi te vergezellen in zijn onsterfelijkheid. Dit was de grootste archeologische vondst van de 20e eeuw in China.
Heden zijn er bijna 8000 figuren opgegraven in 3 ondergrondse hallen. Voetvolk, kruisboogschieters, ruiters met wagens en paarden; allen stonden ze opgesteld als voor een naderende veldslag. Ze zijn tussen de 1,60 m en 1,80 m groot. Ze hebben allen verschillende kenmerken. Sommige staan, andere zitten geknield met gespannen pijl-en-boog, alsof ze zich weerden tegen de aanslag. Sommige dragen een harnas en andere zijn gekleed in een uniform. De wapens die ze dragen zijn echt en de hoofdtuigen van de paarden zijn gemaakt van brons.
De soldaten waren geschilderd in heldere kleuren, maar als deze in aanraking komen met zuurstof verdwijnt de kleur bijna meteen. Er zijn slechts enkele verfsporen overgebleven bij de opgegraven beelden. Onderzocht wordt hoe de verf behouden kan worden als verdere opgravingen worden uitgevoerd. Ook wordt onderzocht welke lijm het best gebruikt kan worden voor het repareren van de beelden.
De wapens die gevonden werden zijn nog steeds scherp. Dit komt waarschijnlijk door de oppervlaktebehandeling die de Chinezen - in die tijd - hadden geperfectioneerd. De pijlpunten bevatten een hoog loodgehalte. Wie niet stierf aan het pijlschot zelf, stierf alsnog aan een loodvergiftiging.

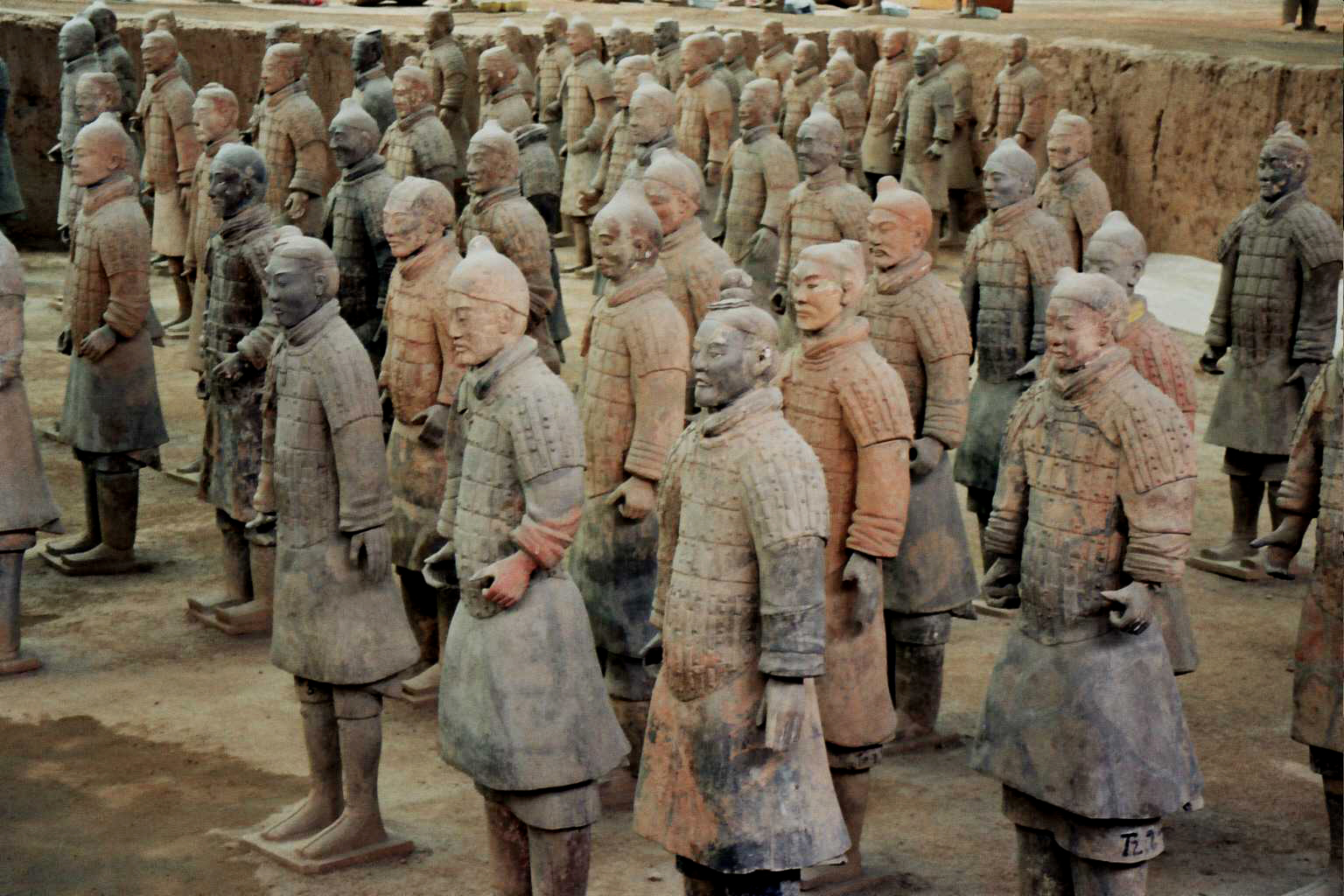
Figuren uit het terracottaleger.

Het graf zelf van Qin Shi Huangdi is bedekt met een enorme laag aarde. Niemand weet waar de ingang is. Tot op de dag van vandaag is het graf van Qin Shi Huangdi nog niet blootgelegd. Uit eeuwenoude historische Chinese verslagen blijkt dat het graf uit verschillende paleizen en paviljoens bestaat, vol met zeldzame edelstenen en andere schatten. Ook wordt verhaald dat automatische kruisbogen zijn geïnstalleerd die zouden afgaan zodra het graf geopend wordt. Het plafond zou ingelegd zijn met parels om de zon, de maan en de sterren na te bootsen. De vloer en de muren zouden bestreken zijn met brons om het water buiten te houden. Kwik zou in beweging gebracht worden om een stromende rivier na te bootsen. Recentelijk heeft men, onder meer door het vinden van een verhoogde hoeveelheid kwik in de bodem, de waarschijnlijke locatie van het graf kunnen bepalen. Men durft echter het graf nog niet bloot te leggen uit angst waardevolle zaken onherstelbaar te beschadigen.
Aan het einde van de bouw van het graf zouden de mensen, die geholpen hadden bij de bouw, levend zijn begraven in het ondergrondse paleis- en grafcomplex zodat geen van de geheimen konden worden geopenbaard.
Een team van archeologen van de University College London (UCL) werkte samen met experts van het Keizer Qin Shi Huang Mausoleum Museum in Lintong in China om het oude ontwerpproces van de krijgers te achterhalen. Ze hebben de gelaatstrekken op de beelden gemeten, waarbij ze voornamelijk aandacht schonken aan de oren. De onderzoekers stelden dat de standbeelden van krijgers echte mensen voorstellen. Dankzij een steekproef van 30 modellen, ontdekte het team dat er geen twee paar oren exact hetzelfde waren. “Op basis van de eerste steekproef, lijkt het terracotta leger gebaseerd te zijn op echte krijgers,” stelde Marcos Martinon-Torres, archeoloog van UCL. Hoewel een groot deel van de necropolis van Qin Shi Huang werd blootgelegd, blijft de grafheuvel van de keizer onaangeroerd.
In 2012 verbood de Chinese regering om het graf van Qin Shi Huangdi te openen in afwachting van betere technologie waarmee het graf onderzocht kan worden met veel minder schade. Dat komt omdat deskundigen denken dat het graf gevuld is met unieke stukjes kunst die hemellichamen voorstellen en die zouden kunnen desintegreren als het graf nu wordt geopend. Archeologen hopen dat de technologie, zoals robotcamera’s, binnenkort geavanceerd genoeg is om de oude geheimen te ontrafelen. Andere problemen die de onderzoekers ervan weerhouden het graf te openen, zijn onder andere een gracht van kwik en mogelijke boobytraps zoals kruisbogen. De eerste Chinese keizer had namelijk gezegd dat eenieder die zijn slaap zou verstoren op een gruwelijke manier zou sterven.

## Trivia
In de film 'Hero' van de Chinese regisseur Zhang Yimou, met onder meer Jet Li, wordt het verhaal van Qin Shi Huang in grote lijnen uiteen gezet.